# Dějiny národu českého v Čechách a v Moravě
Dějiny národu českého v Čechách a v Moravě (zkráceně České dějiny či Palackého Dějiny) je životní historické dílo „Otce národa“ Františka Palackého česky publikované v letech 1848–1872. Celkem pět svazků mapuje české dějiny od dob mytických do roku 1526, tedy do nástupu Habsburků na český trůn.
Autor ke svému dílu shromáždil a kriticky zpracoval zásadní prameny a zároveň mu vtiskl jasný koncept a filosoficky pojatý smysl dějin českého národa. Základním motivem mu je „stýkání a potýkání“ českého a německého, slovansky přirozeně demokratického a germánsky aristokratického, a vyvrcholením národní historie období husitství. Palackého dějiny se staly základním dílem moderního českého dějepisectví a zároveň ideologickou oporou národního obrození i pozdějších státoprávních požadavků.

## Vydání a obsah
Původně začal Palacký své dílo vydávat roku 1836 německy pod názvem Geschichte von Böhmen (Dějiny Čech). Česky vyšel první díl 18. března 1848, přičemž na překladu spolupracoval Karel Jaromír Erben. První a druhý díl Palacký psal německy a později byl pořízen český překlad, od třetího dílu psal česky a teprve následně překládal do němčiny. První české i méně obsáhlé německé vydání bylo dokončeno roku 1867. Původní německá verze první části třetího dílu z roku 1845 byla značně ovlivněna rakouskou cenzurou, vydání bylo prezidentem policejního a cenzurního úřadu Josefem Sedlnickým umožněno až po výrazných změnách textu. Období husitství, které Palacký sepisoval za Bachova absolutismu, zásadně přepracoval a ve třech svazcích znovu vydal v letech 1870–1872. Konečnou redakci Dějin připravil už po Palackého smrti v letech 1876–1878 Josef Kalousek.
Rozdělení na pět dílů odpovídá pěti historickým obdobím, periodizace však už nevychází z vlády panovnických dynastií, ale z Palackého pojetí českých dějin:
1. díl do roku 1125 – období převahy slovanského „demokratického“ řádu (do smrti Kosmy)
2. díl 1125–1403 – postupný přechod k feudálnímu, tj. germánskému řádu, zejména v období německé kolonizace ve 13. století
3. díl 1403–1439 – husitství, vrcholné období, kdy znovu oživuje a vítězí slovanský duch demokratismu
4. díl 1439–1471 – věk poděbradský, kdy se po Lipanech opět vrací feudalismus
5. díl 1471–1526 – věk jagellonský, kdy dochází k definitivnímu vítězství feudalismu a přeměně svobodného rolnictva v nevolníky; od této poroby vedla přímá cesta k porážce na Bílé hoře, zatímco demokratický duch přežívá díky jednotě bratrské

## Význam a hodnocení
Kniha měla mimořádný dopad na český veřejný prostor a na proces formování moderního českého národa. Palacký v ní představil koncepci národních dějin, a tím svého druhu koncepci národa. Někdy se hovoří i o "Palackého koncepci dějin" (navazoval na ni především Tomáš G. Masaryk). Revoluční bylo již to, jak Palacký vymezil téma práce - český národ viděl jako jednotku nezávislou na němectví a německé říši a vždy se s němectvím potýkající a snažící se vůči němu vyhranit - to byl pro německé historiky té doby šok. Druhá ideologická linie spočívala v tom, že slovanství mu bylo symbolem demokratičnosti, kdežto germánství principem autoritářským. Třetí, nejčastěji diskutovaný pilíř Palackého koncepce dějin bylo vyzdvižení "protestantské linie" v českých dějinách (Hus, husitství, Chelčický, Komenský). Husitství (jemuž se věnoval ve třetím díle) Palacký považoval za vrchol a jádro národních dějin.
Opět i rokem 1848 navazovali jsme snahami humanitními na naši minulost reformační (...) Právě roku 1848 vyšel českým jazykem prvý svazek českých dějin — významná to předzvěst Palackého programu politického. Palackého čin národní byl, že nám v plném dosahu uvědomil smysl našich dějin — stavě nám za ideál snažení našich Českých bratří (...) Palacký nám ukázal vlastní minulost českou, ukázal nám, co v historii jsme vykonali velikého i malého, Palacký svazoval přítomnost k minulosti, a tak dotvrdil dílo Dobrovského a ostatních křisitelů. Palacký se tím stal zakladatelem národního programu českého, stal se vůdcem a Otcem národa.
Tomáš Garrigue Masaryk, Česká otázka

## Přehled českých vydání
- Dějiny národu českého w Čechách a w Morawě. Praha: různí vydavatelé, 1848-1876. 10 svazků. 1. vydání. Palackého poznámky jsou součástí textu Dějin. [8]
- Dějiny národu českého w Čechách a w Morawě. Praha: B. Tempský, 1862-1878. 11 svazků. 2. vydání. Palackého poznámky jsou součástí textu Dějin .[9]
- Dějiny národu českého w Čechách a w Morawě. Praha: F. Tempský, 1876-1877. 5 svazků. 3. vydání. V tomto vydání vyšel zřejmě pouze 1. a 3. díl. Palackého poznámky jsou součástí textu Dějin. [10]
- Dějiny národu českého v Čechách a v Moravě. K vydání připravil Bohuš Rieger. Praha: Bursík & Kohout, 1894-1896. 6 svazků. 4. vydání. 1. až 5. svazek obsahuje text Dějin, 6. svazek obsahuje Palackého poznámky. [11]
- Dějiny národu českého v Čechách a v Moravě. K vydání připravil Bohuš Rieger. Praha: Bursík & Kohout, 1898-1900. 5 svazků. 5. vydání, jubilejní, sešitové. Neobsahuje Palackého poznámky. [12]
- Dějiny národu českého v Čechách a v Moravě. K vydání připravil Bohuš Rieger. Praha: Bursík & Kohout, 1904-1906. 6 svazků. 6. vydání. 1. až 5. svazek obsahuje text Dějin, 6. svazek obsahuje Palackého poznámky. [13]
- Dějiny národu českého v Čechách a v Moravě. Praha: B. Kočí, 1907-1908. 2 svazky. 1. vydání u B. Kočího. První svazek obsahuje text Dějin, druhý svazek obsahuje Palackého poznámky. [14]
- Dějiny národu českého v Čechách a v Moravě. Praha: B. Kočí, 1921-1922. 2 svazky. 2. vydání u B. Kočího. První svazek obsahuje text Dějin, druhý svazek obsahuje Palackého poznámky. Dotisky prvního svazku 1924, 1926 a 1928. [15]
- Dějiny národu českého v Čechách a v Moravě. Praha: L. Mazáč, 1927. 5 svazků. 1. vydání u L. Mazáče. Neobsahuje Palackého poznámky. [16]
- Dějiny národu českého v Čechách a v Moravě. K vydání připravil Antonín Dolenský. Praha: Gutenberg, 1904-1906. 14 svazků. Příslušné Palackého poznámky zařazeny na konci každého svazku. Svazky ne vždy respektují původní rozdělení na díly a částky. [17]
- Dějiny národu českého v Čechách a v Moravě. K vydání připravil Karel Kálal. Praha: L. Mazáč, 1930-1931. 5 svazků. 2. vydání u L. Mazáče. Neobsahuje Palackého poznámky. [18]
- Dějiny národu českého v Čechách a v Moravě. K vydání připravil Václav Vitinger. Praha: L. Mazáč, 1933-1935. 5 svazků. 3. vydání u L. Mazáče. Neobsahuje Palackého poznámky. [19]
- Dějiny národu českého v Čechách a v Moravě. K vydání připravil Rudolf Tschorn. Praha: L. Mazáč, 1936-1938. 6 svazků. 4. vydání u L. Mazáče, jubilejní. 1. až 5. svazek obsahuje text Dějin, 6. svazek obsahuje texty Ze života Františka Palackého (napsal Karel Kálal) a Odkaz Františka Palackého, dále pak rejstřík. Neobsahuje Palackého poznámky. [20]
- Dějiny národu českého v Čechách a v Moravě. K vydání připravil Rudolf Tschorn. Praha: L. Mazáč, 1939. 6 svazků. 5. vydání u L. Mazáče. 1. až 5. svazek obsahuje text Dějin, 6. svazek obsahuje texty Ze života Františka Palackého (napsal Karel Kálal) a Odkaz Františka Palackého, dále pak rejstřík. Neobsahuje Palackého poznámky. [21]
- Dějiny národu českého v Čechách a v Moravě. K vydání připravil Miloslav Novotný. Praha: Kvasnička a Hampl, 1939-1940. 6 svazků. Palackého poznámky jsou součástí textu Dějin, součástí šestého svazku je rejstřík. [22]
- Dějiny národu českého v Čechách a na Moravě. Praha: František Strnad, 1940. 2 svazky. První svazek obsahuje 1. až 3. díl, druhý svazek 4. a 5. díl. [23]
- Dějiny národu českého. K vydání připravila Olga Svejkovská. Praha: Odeon, 1968-1973. 6 svazků. 1. až 5. svazek obsahuje text Dějin, 6. svazek obsahuje Palackého poznámky, dále vysvětlivky a rejstřík. [24]
- Dějiny národu českého v Čechách a v Moravě. Praha: Erika, 1998. 1 svazek. Faksimile 1. svazku vydání z roku 1907 u B. Kočího. ISBN 80-7190-552-6. [25]
- Dějiny národu českého v Čechách a v Moravě. K vydání připravil Rudolf Tschorn. Praha: Adonai, 2002. 2 svazky. Textově vychází z vydání Praha: L. Mazáč, 1936-1938. Vydány pouze první dva svazky. ISBN 80-7337-031-X a ISBN 80-7337-035-2 [26]
- Dějiny národu českého. Praha: Ottovo nakladatelství, 2017. 5 svazků. Textově vychází z vydání Praha: L. Mazáč, 1930-1931. ISBN 978-80-7451-576-7. [27] [28]